# Gymnogryllus brevicauda
Gymnogryllus brevicauda är en insektsart som beskrevs av Lucien Chopard 1937. Gymnogryllus brevicauda ingår i släktet Gymnogryllus och familjen syrsor. Inga underarter finns listade i Catalogue of Life.